# HD 174474
HD 174474，又名CD-4812769，SAO 229342、HR 7095，是一颗恒星，视星等为6.19，位于銀經347.99，銀緯-20.18，其B1900.0坐标为赤經18h 45m 28s，赤緯-48° -20.18′ 39″。